# Playboi Carti
Jordan Terrell Carter, művésznevén Playboi Carti (Atlanta, 1995. szeptember 13. –) amerikai rapper, énekes, dalszerző. Jellegzetességei közé tartozik a Mumble rap, a gót stílus és a személyét körüllengő titokzatosság, illetve az azt körülvevő kultusz. Első lemezkiadója az atlantai Banana Records volt, majd az Interscope Records kiadóval kötött szerződést. Már pályafutása elején sok követője lett stílusának, viszont 2017-ben vált neve széles körben ismertté. 
Playboi Carti című bemutatkozó mixtape-je 2017 áprilisában jelent meg, a dalok között szerepelt a Billboard Hot 100 listára felkerülő Magnolia és a Woke Up Like This. Bemutatkozó stúdióalbuma, a Die Lit 2018-ban jelent meg, és a Billboard 200 listán a 3. helyig jutott.
2020. december 25-én jelent meg a Whole Lotta Red című albuma, ami hatalmas sikert aratott.
Unokatestvére a szintén rapper UnoTheActivist.